# Nychogomphus lui
Nychogomphus lui – gatunek ważki z rodziny gadziogłówkowatych (Gomphidae). Występuje w Chinach; stwierdzony w prowincji Junnan w południowej części kraju.